# Kadudampit (Kadudampit)
Kadudampit is een bestuurslaag in het regentschap Sukabumi van de provincie West-Java, Indonesië. Kadudampit telt 5546 inwoners (volkstelling 2010).